# Adiarey-Diarey
Adiarey-Diarey est une commune située dans le département de Gorom-Gorom, dans la province d'Oudalan, région du Sahel au Burkina Faso.